# Pedra Gravada del Turó dels Castellans
La Pedra Gravada del Turó dels Castellans o Pedra Gravada de Parpers es troba al Parc de la Serralada Litoral, concretament a Argentona (el Maresme), declarat Bé cultural d'interès nacional en qualitat de Zona arqueològica.

Fou descoberta l'agost del 1990 pels vigilants forestals Oriol Bassa i Felip Castells. És una pedra d'unes dimensions aproximades d'1,30 x 0,85 m i emergeix del terra 0,30 m. La seua peculiaritat són unes inscultures de difícil interpretació a la cara superior. A grans trets, es podrien definir com tres cassoletes, situades més o menys equidistants i unides per diversos reguerots. Per paral·lelisme amb inscultures semblants d'altres indrets, es poden datar dins del Neolític o, a tot tardar, de l'edat del bronze. En fer unes rases de construcció als voltants van aflorar diverses restes de ceràmica i altres materials.

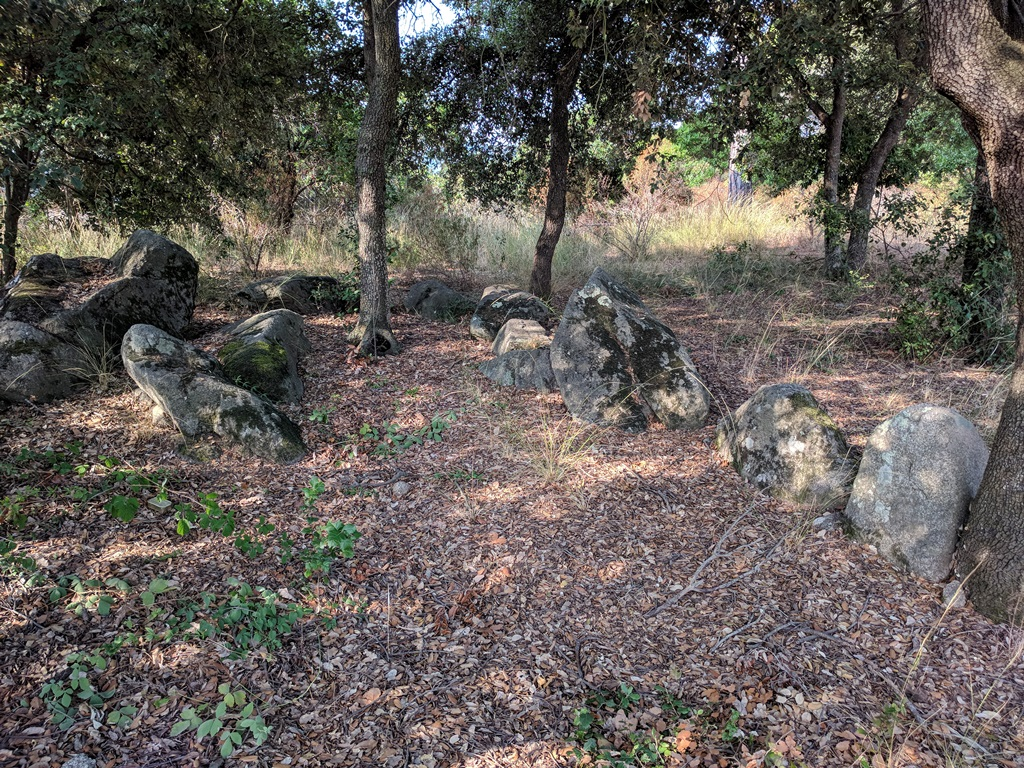
Alineació de les pedres

Es varen fer dues prospeccions a la zona (una l'any 1999 i l'altra el 2000), totes dues amb caràcter d'urgència a causa de la imminent edificació de la parcel·la. En aquestes excavacions es trobaren tres peces de sílex, alguns fragments de ceràmica ibèrica i, també, encenalls de ferro molt posteriors, la qual cosa (juntament amb altres evidències) fa que els arqueòlegs assegurin que aquesta no és la localització original del roc i que les inscultures no tenen cap mena de relació amb els materials trobats. La pedra forma part d'una alineació de pedres, algunes col·locades artificialment, que conformen un perímetre aproximadament rectangular. Podria tractar-se d'una antiga construcció agrícola, potser una barraca de pagès, molt rústica.
És ubicada a Argentona: cal prendre la pista que surt del coll de Parpers (C-1415c) cap a la urbanització Sant Carles. En arribar al primer carrer de la urbanització, el carrer de Parpers, girem a la dreta i baixem fins al primer revolt. A la vorera dreta hi ha una porta de ferro i el mur d'una finca abandonada. La pedra és en un petit bosquet, pocs metres darrere la porta. Coordenades: x=448126 y=4604853 z=348.